# ویلانووا کاناوزه
ویلانووا کاناوزه (به ایتالیایی: Villanova Canavese) یک کومونه در ایتالیا است که در استان تورین واقع شده‌است. ویلانووا کاناوزه ۳٫۹ کیلومتر مربع مساحت و ۱٬۱۴۱ نفر جمعیت دارد و ۳۸۰ متر بالاتر از سطح دریا واقع شده‌است.